# Viacom проти YouTube
Viacom International Inc. проти YouTube, Inc. (англ. Viacom International Inc. v. YouTube, Inc.), № 07 Civ. 2103 — справа Окружного суду США Південного округу Нью-Йорку, за якою Viacom подав до суду на YouTube, сайт обміну відео, що належить Google, стверджуючи, що YouTube здійснив «нахабне» та «масове» порушення авторських прав, дозволивши користувачам завантажувати відео та переглядати сотні тисяч відео, що належать Viacom, без дозволу самого Viacom. Google подав клопотання про скорочення судового рішення, що було задоволено 2010 року на тій підставі, що положення закону Digital Millennium Copyright Act захищають Google від претензій Viacom про порушення авторських прав. 2012 року, за апеляцією в Апеляційний суд другого округу США, вона була частково скасована. 18 квітня 2013 року окружний суддя Стентон знову виніс рішення на користь YouTube. Процес апеляції почався, але сторони врегулували конфлікт у березні 2014 року.

## Передумови
13 березня 2007 року компанія Viacom подала позов проти Google та YouTube на суму 1 мільярд доларів США, стверджуючи, що YouTube вчинив «нахабне» порушення авторських прав, дозволяючи користувачам завантажувати та переглядати захищені авторським правом матеріали, що належать Viacom. У скарзі зазначається, що понад 150 000 несанкціонованих кліпів програмування Viacom, таких як Губка Боб Квадратні Штани та The Daily Show, були доступні на YouTube і що ці кліпи були спільно переглянуті 1,5 мільярда разів.
Viacom стверджував, що YouTube порушив авторські права, виконуючи, демонструючи та відтворюючи захищені авторським правом твори Viacom. Крім того, у скарзі стверджувалося, що відповідачі «беруть участь у просуванні та сприяють» порушенню і що вони навмисно створили бібліотеку порушень робіт з метою збільшення трафіку сайту (та доходів від реклами). В цілому, Viacom заявляв про три випадки прямого порушення та три випадки непрямих порушень, зокрема, про заохочення, порушення внесків та судові порушення.
Viacom не вимагав відшкодування збитків за будь-які дії після того, як Google на початку 2008 року створив свою систему фільтрації Content ID. Пізніше позов було об'єднано з іншими подібними скаргами, поданими англійською Прем'єр-лігою та іншими власниками авторських прав.

## Провадження в окружному суді
У липні 2008 року, на етапі досудового розкриття, Viacom виграв ухвалу суду, за якою YouTube вимагає передавати дані, що деталізують звички перегляду кожного користувача, який коли-небудь переглядав відео на цьому сайті. Цей крок викликав занепокоєння з приводу того, що звички перегляду окремих користувачів можуть бути визначені за допомогою комбінації їх IP-адрес та імен користувачів. Це рішення було піддано критиці з боку Фонду Електронних кордонів, який назвав рішення суду «відмовою від прав на конфіденційність» та захисників конфіденційності, таких як Саймон Девіс, який заявив, що конфіденційність мільйонів користувачів YouTube загрожує. Суддя Луї Стентон визнав, що питання конфіденційності є «спекулятивним» і наказав YouTube передати документи на загальну суму близько 12 терабайт даних. Суддя Стентон визнав, що оскільки YouTube не є «постачальником відеозаписів», як це визначено Законом про захист конфіденційності відео, дані його користувачів не були захищені згідно з цим актом. Однак суддя Стентон відхилив прохання Viacom, щоб YouTube передав вихідний код своєї пошукової системи, заявивши, що це «комерційна таємниця». В результаті передачі даних, багато користувачів почали публікувати відео під назвою групи «Viacom Sucks!», що часто містять великі обсяги ненормативної лексики.
Однак у липні 2008 року Google та Viacom погодились, що Google може анонізувати всі дані, перш ніж передавати їх у Viacom. Угода щодо конфіденційності стосується також інших судових спорів, включаючи англійську Прем'єр-лігу, організацію Роджерса та Хаммерштейна та шотландську Прем'єр-лігу. Однак угода звільнила працівників як відповідачів, так і позивачів, чиї денонімізовані дані надавалися окремо.
Дані працівника пізніше використовувалися у поданні обох сторін. Viacom цитував внутрішні електронні листи, надіслані серед засновників YouTube, обговорюючи, як поводитися з кліпами, завантаженими на YouTube, які, очевидно, є власністю великих медіаконгломератів. Google заявив, що сам Viacom «найняв не менше 18 різних маркетингових агентств для завантаження його вмісту на сайт». Google стверджував, що оскільки Viacom та його адвокати «не змогли визнати, що десятки кліпів, заявлених як порушення у цій справі, були завантажені на YouTube за допомогою прямого дозволу Viacom, було нерозумно очікувати, що працівники Google дізнаються, які відео завантажуються без дозволу».
Пізніше головний радник Google публічно розповів про звинувачення:
|  | Роками Viacom постійно таємно завантажував свій вміст на YouTube, навіть публічно скаржившись на його присутність там. Для завантаження його вмісту на сайт було найнято не менше 18 різних маркетингових агентств. Він навмисно «розгромив» відео, щоб вони виглядали викраденими або просоченими. Він відкрив облікові записи YouTube, використовуючи підроблені електронні адреси. Він навіть направляв співробітників до компанії Kinko, щоб вони завантажували кліпи з комп’ютерів, яких не було простежено до Viacom. Прагнучи рекламувати власні шоу, компанія Viacom регулярно залишала кліпи зі шоу, які звичайні користувачі завантажували на YouTube. Настільки високі керівники, як президент Comedy Central та керівник MTV Networks, відчули «дуже сильно», що кліпи із шоу, як The Daily Show та The Colbert Report, повинні залишатися на YouTube. Намагання Viacom приховати рекламне використання YouTube настільки добре спрацювали, що навіть власні працівники не могли відслідковувати все, що він розміщував або залишав на сайті. Як результат, Viacom неодноразово вимагав видалення роликів, завантажених на YouTube, лише щоб повернутися пізніше, щоб по-дурному попросити їх відновити. Насправді, деякі із самих кліпів, по яких Viacom судиться з нами, насправді завантажив сам Viacom. |

## Рішення окружного суду 2010 року
23 червня 2010 року суддя Стентон задовольнив клопотання Google про скорочення судового рішення, визнавши, що Google захищений положеннями Digital Millennium Copyright Act, незважаючи на докази навмисного порушення авторських прав. Суддя постановив, що, хоча компанія, безперечно, мала загальні відомості про те, що деякі захищені авторським правом матеріали були завантажені користувачами, вона не знала, які кліпи були завантажені з дозволу, а які ні. Він заявив, що доручення сайтів для обміну відео попередньо контролювати кожне завантажене відео «суперечитиме структурі та функціонуванню Digital Millennium Copyright Act». В якості доказу ефективності режиму повідомлень, визначеного Digital Millennium Copyright Act, Стентон зазначив, що YouTube успішно виступив із масовим повідомленням про знесення, виданим Viacom у 2007 році. Суддя відхилив порівняння Viacom між YouTube та іншими компаніями, що працюють у мережі Інтернету, такими як Grokster, які раніше були визнані винними у непрямому порушенні авторських прав. Рішення також скасувало судовий наказ, виданий у липні 2008 року.